# 谷川佳樹
谷川 佳樹（たにがわ よしき、1957年〈昭和32年〉 - ）は、日本の宗教家。宗教法人・創価学会壮年部長・主任副会長。創価学会インタナショナル理事長。。
宗教法人・創価学会の学生部長、男子部長、青年部長、宗教法人・創価学会事務総長、学校法人創価学園理事長などを歴任した。

## 来歴

### 生い立ち
1957年（昭和32年）生まれ。東京都出身。創価中学校・高等学校卒業、東京大学経済学部卒業。1979年（昭和54年）4月に三菱商事に入社。

### 宗教家として
三菱商事を退職後、創価学会に採用され、創価学会本部の職員として勤務した。創価学会では、学生部長、男子部長、青年部長など要職を歴任した。その後、創価学会の事務総長に就任し、国際部門の拡充を推進するなど創価学会の世界宗教化を図った。また、コンサルティング会社に依頼して学会本部職員のリストラ計画を策定するなど、創価学会本部のリストラを積極的に推し進めた。2012年（平成24年）に中国の上海市で「池田大作写真展」が催された際には、団長として創価学会訪中団を率いて開幕式に出席した。それに合わせて、中華人民共和国の元国家主席の李先念の娘であり、中国人民対外友好協会会長を務める李小林と会談するとともに、中華人民共和国外交部の関係者とも接触するなど、活発な民間外交活動を展開した。2015年（平成27年）には、創価学会の主任副会長に就任した。創価学会の主任副会長は同年に新設されたポストであり、一般の副会長のさらに上位の役職であり、会長、理事長に次ぐ立場とされている。
2018年（平成30年）には創価学会の壮年部長に就任した。

## 人物
創価学会ウォッチャーとして知られるジャーナリストの乙骨正生からは「組織運営に長け、自民党寄りで知られるホープ」と評されている。また、同じく創価学会役員であった正木正明との対比では「官僚的な谷川氏に比べ正木氏は人当たりがいいとされる」という。
ノンフィクション作家の森功の取材によれば、第2次安倍内閣発足時より内閣官房長官を務める菅義偉などにも影響力を行使しているとされ、安倍政権と創価学会とのパイプ役となっている。2012年（平成24年）に中国人民対外友好協会会長の李小林と会談した際、李から「池田名誉会長の力で、両国間で協議の場を持てるような環境整備ができないだろうか」と打診されるなど、外交分野においても影響力を有している。
主な著作として、創価学会青年部の体験談の編纂を担当した『わが栄光の青春』の第9巻がある。

## 騒動
公明党委員長などを歴任した後に反創価学会に転じた矢野絢也との間で、訴訟合戦を繰り広げていた。矢野は、政治評論活動を創価学会によって妨害されたのは人権侵害だと主張し、谷川らを提訴した。それに対して谷川は、『週刊新潮』の創価学会に関する記事によって名誉を棄損されたと主張し、矢野らを提訴した。ところが、『週刊新潮』に関する裁判にて、谷川が「息子がどうなってもいいのか」などと矢野を脅迫していたことが明るみとなり、東京地方裁判所での第一審判決でも谷川による脅迫が事実であると認定された。双方が控訴したが、2012年（平成24年）2月に東京高等裁判所からの勧告を受け入れ、双方が提訴を取り下げることになった。なお、それに先立ち、公明党の元議員らが矢野の手帳を強奪したと報じた『週刊現代』の記事に関する裁判では、最高裁判所にて公明党の元議員らの敗訴が確定している。

## 略歴
- 1975年 - 創価高等学校卒業。
- 1979年 - 東京大学卒業。
- 2015年 - 創価学会主任副会長。
- 2018年 - 創価学会壮年部長。
- 2024年 - 創価学会インタナショナル理事長。

## 著作
- 谷川佳樹編『わが栄光の青春』9巻、第三文明社、1994年。ISBN 4476060889